# Тундра і крижані поля гір тихоокеанського узбережжя

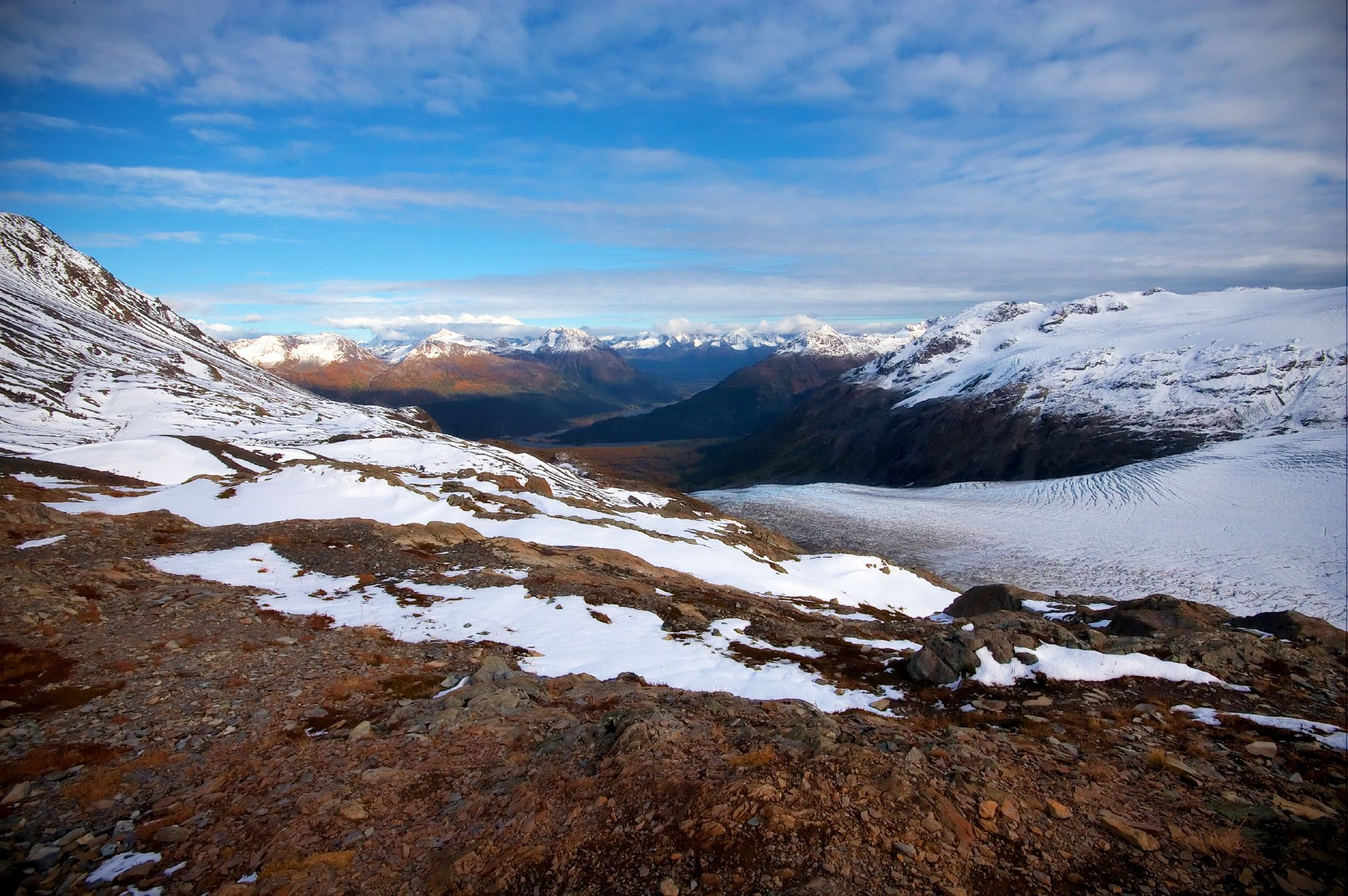

Тундра і крижані поля гір тихоокеанського узбережжя (англ. Pacific Coastal Mountain icefields and tundra) — північноамериканський континентальний екорегіон тундри на Алясці, Британській Колумбії та Юконі, що виділяється Світовим фондом дикої природи.

## Розташування та опис
Екорегіон простягається схидами Берегових хребтів від півострова Кенай уздовж Аляскинскої затоки і від канадського кордону до півдня Південно-Східної Аляски. У Канаді до цього регіону належать крайній південний захід Юкону і частина Британської Колумбії, прилегла до кордону Аляски.
Висота коливається від рівня моря до понад 4500 м. Льодовики та субполярні льодовикові поля мають домінуючий фізико-географічний вплив на цей екорегіон.

## Клімат
На нижчих висотах цей екорегіон має субарктичний клімат (Köppen Dfc) з прохолодним літом і холодною зимою.
На більших висотах цей екорегіон має тундровий клімат (Köppen ET) з холодним літом і дуже холодною зимою.
Річна кількість опадів коливається від 2000 мм до понад 7000 мм, більшість з яких випадає у вигляді снігу.
Середня річна температура становить -0,5 °C, із середньою температурою влітку 10 °C і середньою температурою взимку -11,5 °C.

## Екологія

### Флора
Велика частина екорегіону лежить під льодовиками та крижаними полями і значною мірою позбавлена рослинності.
Там, де земля покрита рослинністю, у спільнотах переважають угруповання карликових і низькорослих чагарників, у тому числі Phyllodoce та Elliottia pyroliflora.
Серед флори лісу варто відзначити: Tsuga mertensiana, Abies lasiocarpa та Picea sitchensis.
Ліси на Кенайському півострові є перехідним типом лісів між прибережними дощовими лісами помірного клімату, характерними для прибережних районів, і бореальними лісовими та тайговими спільнотами, характерними для внутрішньої частини Аляски.

### Фауна
Серед ссавців варто відзначити: американського чорного ведмедя (Ursus americanus), ведмедя грізлі (Ursus arctos horribilis), лося (Alces alces), вовка (Canis lupus), чорнохвостого оленя (Odocoileus hemionus columbianus), снігового козла (Oreamnos americanus), видру (Lontra canadensis), росомаху (Gulo gulo) та бабака (Marmota).
Серед птахів варто відзначити полярну крячку (Sterna paradisaea), Canachites canadensis, куріпку (Lagopus) та мартина (Laridae).

Перешийок Кенайського півострова становить особливий екологічний інтерес як регіон, де змішуються види з різних екорегіонів.

## Заповідники
- Провінційний парк і зона відпочинку Атлін[en]
- Чугач (парк штату)[en]
- Глейшер-Бей
- Клуейн (національний парк)
- Тонгас (національний ліс)[en]
- Пустеля Врангеля – Святого Іллі[en]